# Madeleine Harris
Madeleine Harris (Londra, 28 aprile 2001) è un'attrice britannica.

## Biografia
Harris entra nel mondo della televisione nel 2012, all'età di 11 anni, recitando in due episodi del telefilm Casualty. Dopo il debutto, è apparsa anche nel telefilm Me and Mrs Jones e nella trasmissione The Charles Dickens Show. Diventa nota al grande pubblico con la partecipazione al film Paddington, Paddington 2 e Paddington in Perù.

## Filmografia
- Paddington, regia di Paul King (2014)
- Paddington 2, regia di Paul King (2017)
- Paddington in Perù (Paddington in Peru), regia di Dougal Wilson (2024)

## Doppiatrici italiane
Nelle versioni in italiano delle opere in cui ha recitato, Madeleine Harris è stata doppiata da:
- Emanuela Ionica in Paddington, Paddington 2, Paddington in Perù